# Bobitz
Bobitz est une municipalité allemande du land de Mecklembourg-Poméranie-Occidentale et l'arrondissement du Mecklembourg-du-Nord-Ouest.

## Personnalités liées à la ville
- Friedrich von der Schulenburg (1865-1939), général né à Bobitz.